# هنري وايت بيسون
هنري وايت بيسون هو سياسي أمريكي، ولد في 14 سبتمبر 1791 في يونيونتاون في الولايات المتحدة، وتوفي في 28 أكتوبر 1863. نشط حزبياً في الحزب الديمقراطي. وقد انتخب عضو مجلس النواب الأمريكي ‏.